# Оїті
Оїті (яп. お市, おいち, о-іті; 1547 — 14 червня 1583) — японська політична діячка. Донька Оди Нобухіде, молодша сестра Оди Нобунаґи. Дружина Адзаї Наґамаси і Сібати Кацуіє. За життя вважалася незрівнянною красунею.

## Біографія
Оїті народилася 1547 року в сім'ї Оди Нобухіде, володаря центральнояпонської провінції Оварі. 1567 року за наказом свого старшого брата Оди Нобунаґи вона стала дружиною Адзаї Наґамасу, володаря північної частини провінції Омі, господаря замку Одані. Цей шлюб мусив забезпечити підтримку роду Адзаї під час походу Нобунаґи на Кіото.
1570 року Адзаї Наґамаса зрадив Нобунаґу під час кампанії проти роду Асакура. Оїті, яка народила в шлюбі 3 дочок — Тятю, Хацу і Оґо, а також 2 синів, відмовилася повертатися до зрадженого брата. 1573 року Нобунаґа знищив рід Адзаї і повернув сестру. Він наказав розіп'яти первістка Оїті, а наймолодшого сина заточити в монастир.
1582 року, після загибелі Нобунаґи, Оїті стала дружиною його полководця Сібату Кацуіє, володаря замку Кітаносьо в провінції Етідзен. Наступного року її чоловік вступив у війну із Тойотомі Хідейосі за спадщину Нобунаґи, однак зазнав поразки у вирішальній битві при Сідзуґатаке. Влітку ворожі війська оточили замок Кітаносьо і 14 червня 1583 року 37-річна Оїті, разом із чоловіком здійснила ритуальне самогубство. 
Перед смертю Оїті відправила до Тойотомі Хідейосі трьох доньок, які стали дружинами знатних політиків Японії. Старша донька Тятя стала наложницею Хідейосі і матір'ю Тойотомі Хідейорі. Середня донька Хацу стала дружиною Кьоґоку Такацуґу, володаря провінції Вакаса. Наймолодша Оґо стала дружиною другого сьоґуна Токуґави Хідетади і матір'ю його сина Іеміцу.